# Un crime (presque) parfait
Production
Diffusion
Un crime (presque) parfait est une série télévisée française réalisée par Christophe Douchand d'après un scénario d'Éliane Montane et Elsa Mané.
Cette fiction policière est une coproduction d'Escazal Films et TF1.

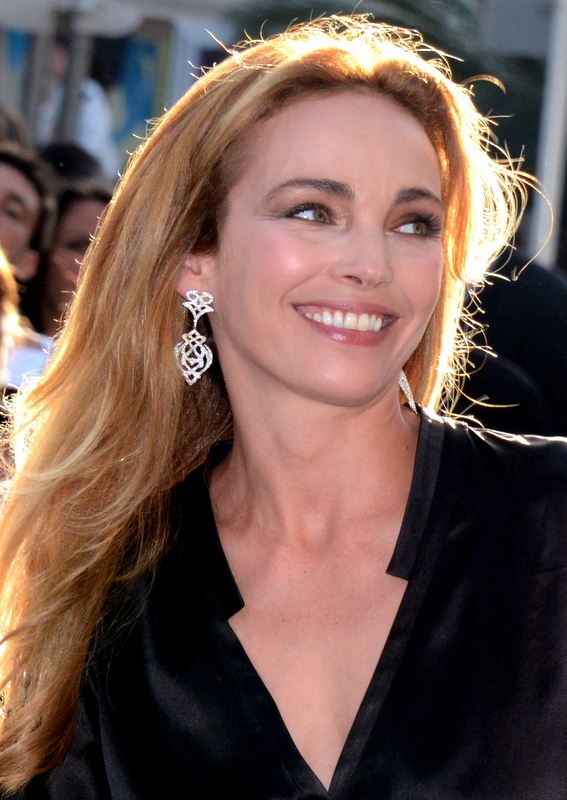
Claire Keim.

## Distribution
- Claire Keim : Laure Mondo
- Clémence Lassalas : Pica
- Marie-Anne Chazel :
- Lionnel Astier :
- Stanley Weber :
- Nicolas Briançon :
- Charlotte des Georges:

## Production

### Genèse et développement
Cette fiction policière, composée pour le moment d'un pilote de 2 × 45 minutes, est une coproduction d'Escazal Films et TF1,,,.
La série est créée et écrite par Éliane Montane et Elsa Mané, et réalisée par Christophe Douchand,,.

### Attribution des rôles
C'est Claire Keim qui interprète le rôle principal, celui d'une romancière autrice de polars.
Elle forme un duo féminin plutôt mal assorti avec Clémence Lassalas, qui interprète son assistante,,.

### Tournage
Le tournage de la série se déroule à partir du 15 mai 2025 dans la  région Provence-Alpes-Côte d'Azur,,.

### Fiche technique
Sauf indication contraire, les informations mentionnées dans cette section peuvent être confirmées par les bases de données cinématographiques  présentes dans la section « Liens externes ».
- Titre français : Un crime (presque) parfait
- Genre : Policier[7]
- Création : Éliane Montane et Elsa Mané[3],[4],[5]
- Réalisation : Christophe Douchand[4],[5]
- Scénario : Éliane Montane et Elsa Mané[3],[4],[5]
- Photographie : Bertrand Mouly[4],[5]
- Production :
- Sociétés de production : Escazal Films et TF1[1],[2],[4]
- Sociétés de distribution : TF1[1],[2],[5]
- Pays de production :  France
- Langue originale : français
- Format : couleur
- Nombre de saisons : 1
- Nombre d'épisodes : 2
- Durée : 45 minutes[1],[2],[4],[7]
- Dates de première diffusion :